# PK3
PK3 est un centre commercial situé à Cholet en Maine-et-Loire.

## Historique
Ouvert le 18 octobre 1972, après 200 jours de travaux réalisés par 30 entreprises, le centre commercial PK3 a été pensé et créé par des commerçants indépendants décidés à modifier leur conception de l’organisation de la vente et de la distribution devant les impératifs modernes. PK3 sera un centre d’animation où il fera bon se retrouver. PK3 a la prétention de vouloir jouer dans la région un rôle économique en prenant une vraie place. C’est en 1968 que deux Choletais, effectuant leur première expérience commerciale en Vendée, rencontrent à Paris deux autres Choletais avec lesquels ils prévoient de créer un centre commercial à Cholet. Des études sont lancées intégrant l’arrivée imminente de Record. Les quatre mousquetaires du commerce choletais décident avec l’aide d’entreprises locales d’acheter les terrains nécessaires à l’implantation du futur centre. Le supermarché avec ses 15 150 m2 et ses emplacements dédiés aux boutiques a ouvert ses portes le mercredi 18 octobre 1972.
En 1993, l'hypermarché change d'enseigne et passe aux couleurs de Géant Casino.
En 2019, l'hypermarché est racheté par Yannick Jadeau, adhérent de la coopérative Leclerc de Bressuire,.
En 2021, une importante rénovation de l'hypermarché et de la galerie marchande est réalisée par le cabinet d'architecte Lameynardie qui en fait le centre commercial le plus important de la ville.

## Localisation
Il est installé au sud de Cholet, au long de la RN 249 ou contournement sud.

## Enseignes
Le centre commercial PK3 est organisé autour d'un hypermarché Leclerc (Leclerc sud-Cholet) de plus de 7 200 m2.
Il accueille quarante-deux commerces dont Muy Mucho, Etam, Gémo, GameCash, Bonobo, etc.

## Identité visuelle

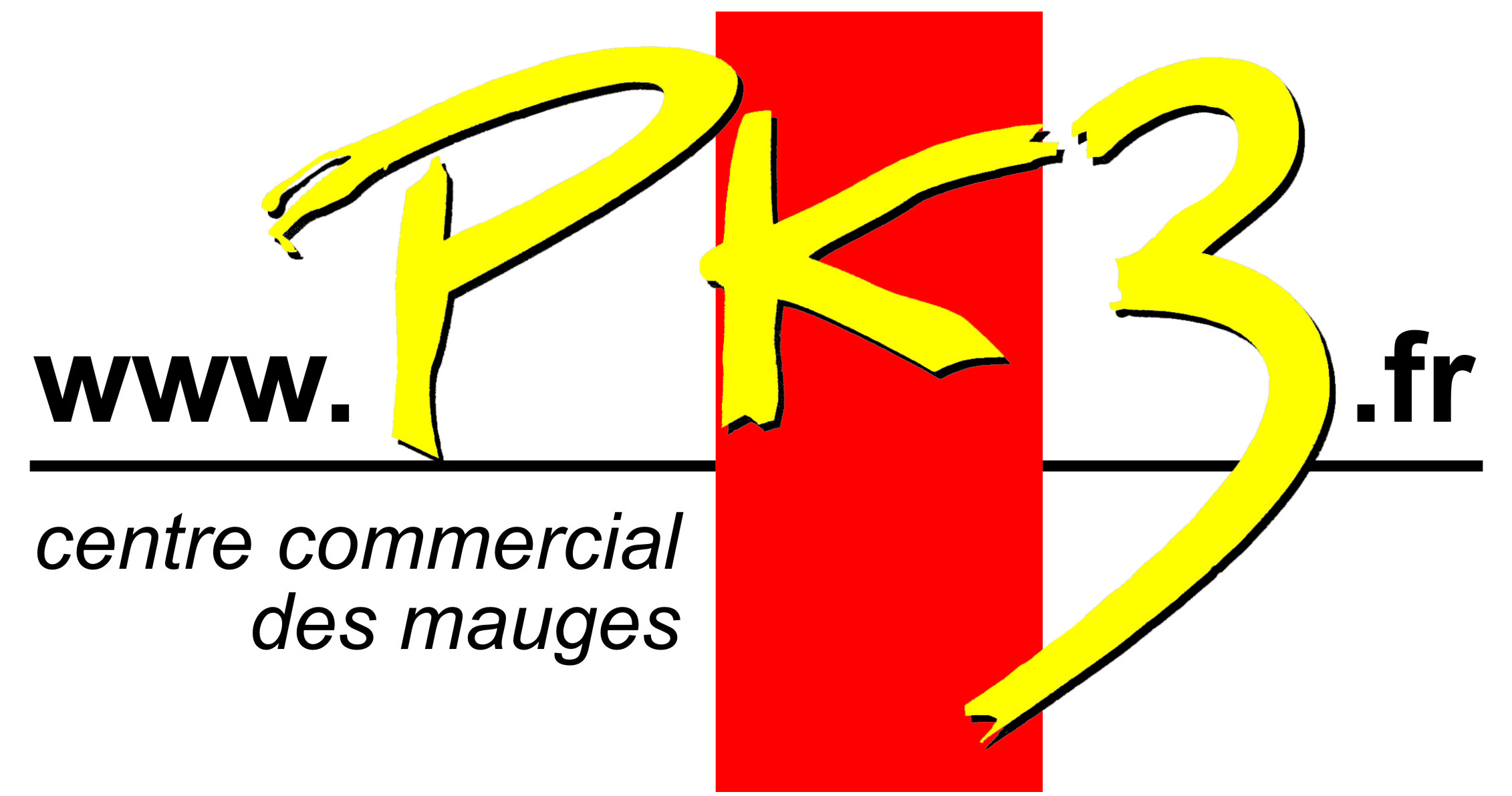
Logo de 1990 à 2012.
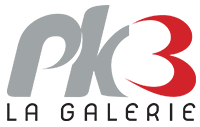
Logo de 2012 à 2021.
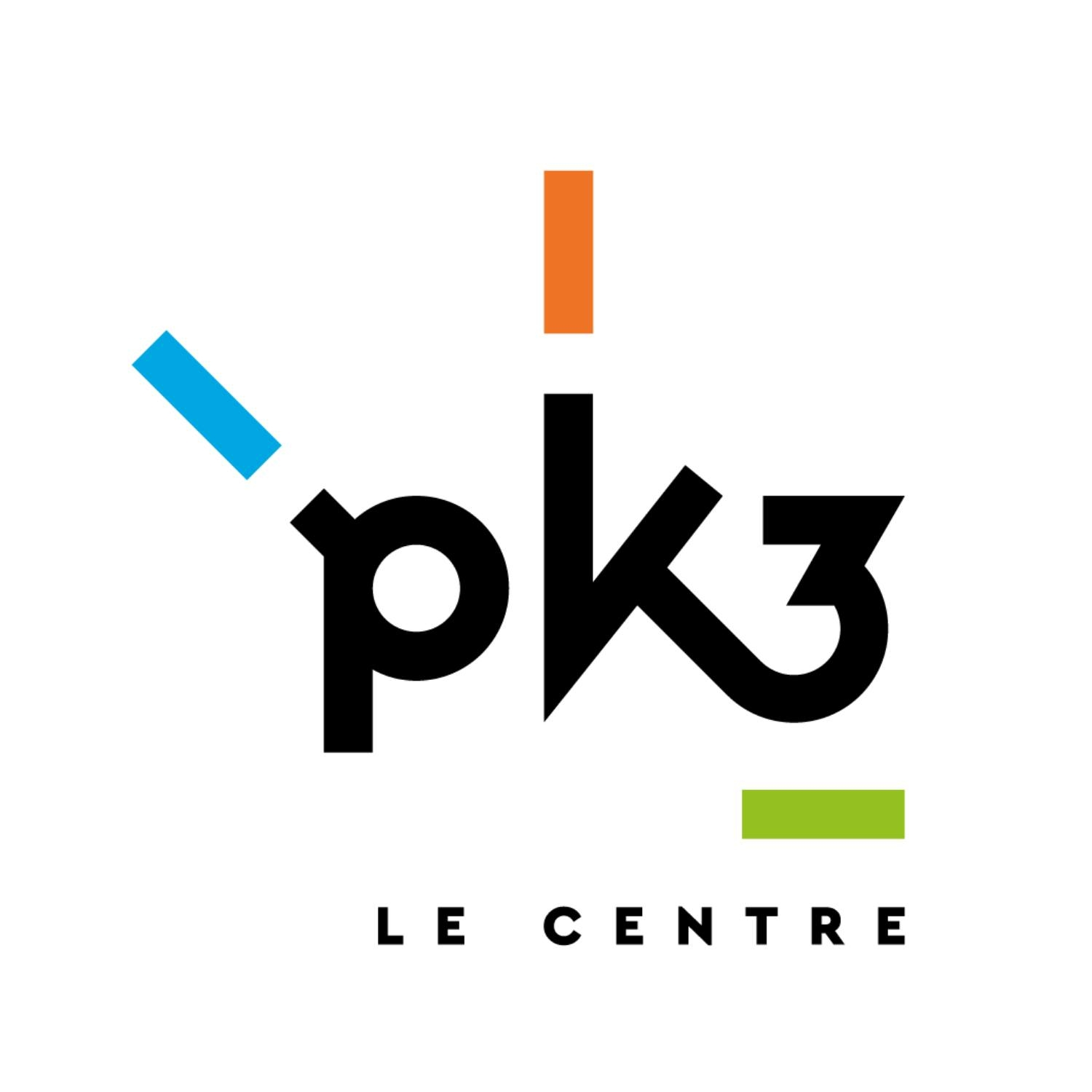
Logo depuis 2021.